# Kasteel van Moulbaix

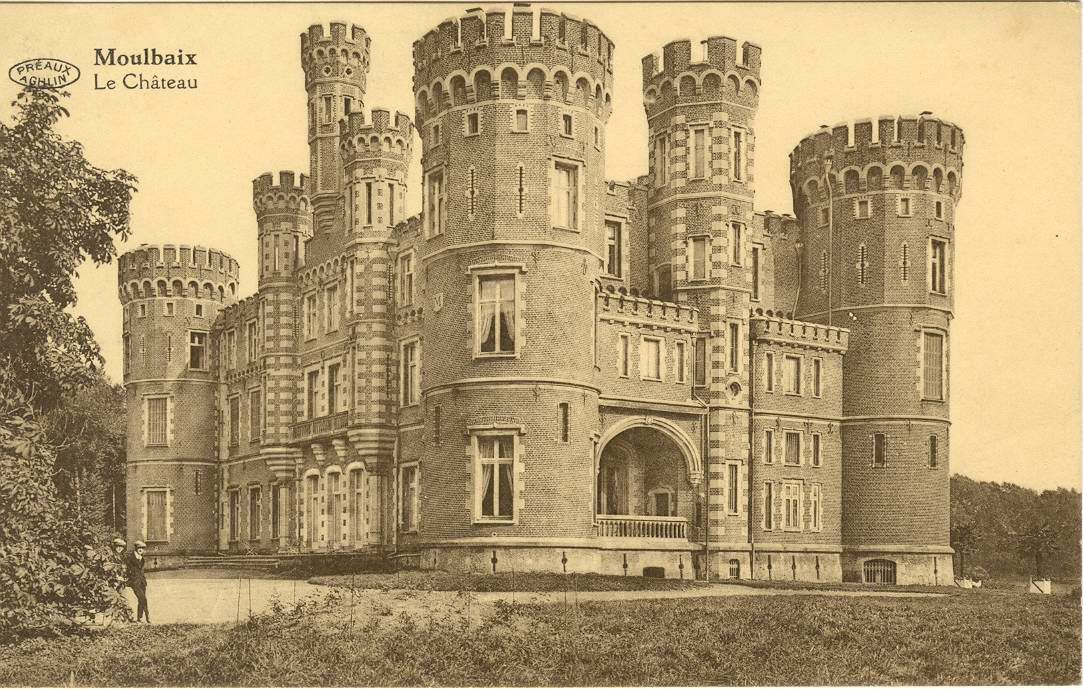
Het kasteel van Moulbaix op een postkaart uit 1900

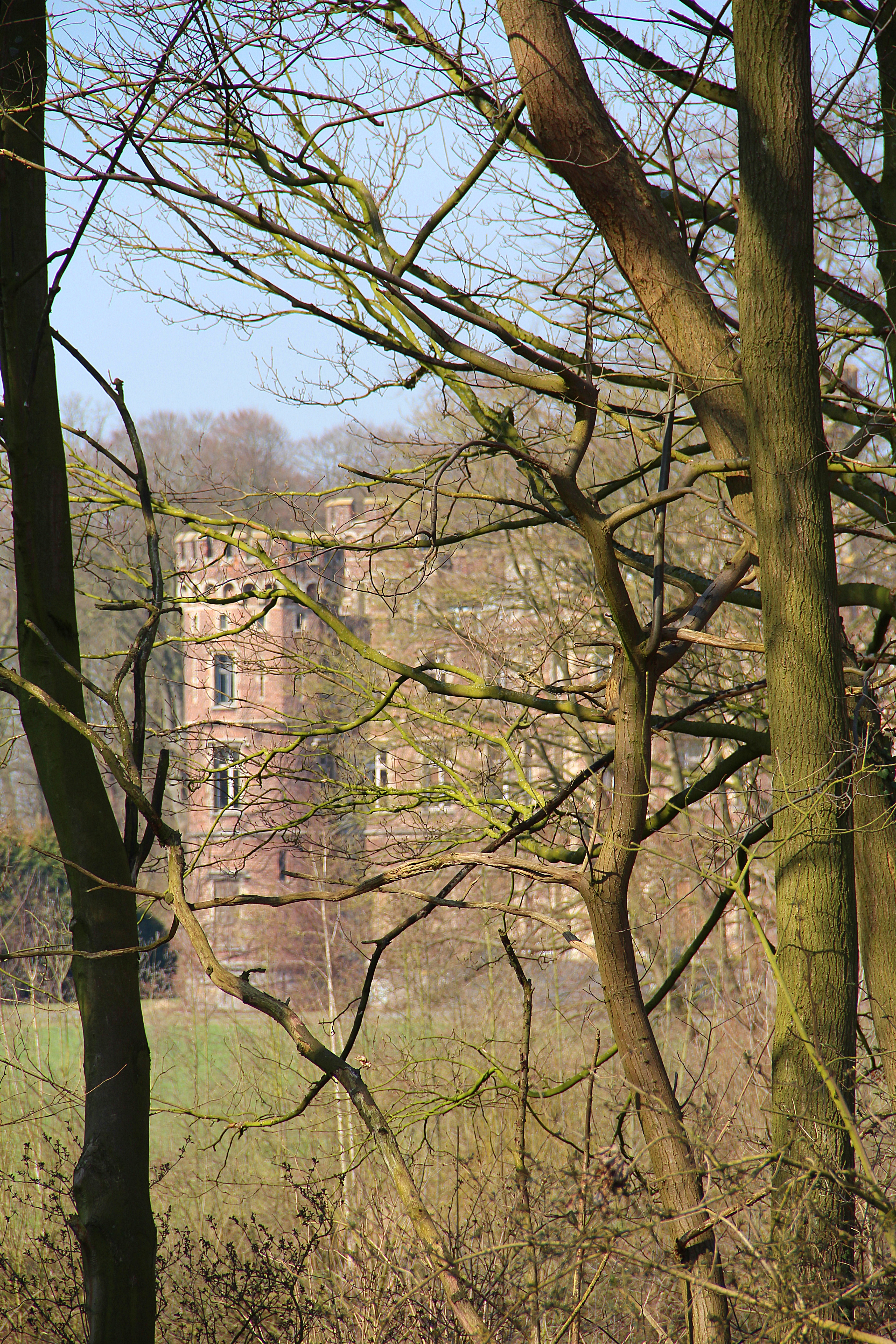
Ook kasteel Chasteleer genoemd

Het kasteel van Moulbaix is gelegen in Moulbaix in de provincie Henegouwen en gebouwd in neotudorstijl.
Het kasteel is gebouwd in 1860 in opdracht van markies Oswald du Chasteler (1822-1865), afstammeling van de oude Henegouwse familie van onder anderen generaal Jean-Gabriel du Chasteler. De familie Du Chasteler, ook De Chasteleer of Van Chasteleer, vestigde zich sinds de late middeleeuwen in het dorp. Het kasteel vervangt een huis uit 1502. Het kasteel is gebouwd op de oude feodale vesting. Er zijn er nog enkele overblijfselen in het kasteel te vinden.
Het huidige kasteel gebouwd door architect Desiré Athois Limburg is rechthoekig geflankeerd door vier hoektorens en versterkt met achthoekige torentjes aan alle vier zijden. Het kasteel heeft 344 ramen.
Kasteel Moulbaix is omgeven door een park van 62 hectare, waarvan 2 hectare landgoed ontworpen door de architect Louis Fuchs (1814-1873).
In 1889 werd markiezin Louise de Chasteleer vermoord in de pastorie van kasteel Moulbaix. De dader of daders zijn nooit berecht, maar de lokale bevolking was ervan overtuigd dat de zoon van markiezin Louise, de jonge markies Charles de Chasteleer, de dader was.
Tot 2007 werd het bewoond door Nadine de Spoelberch (1922-2007), gravin d'Ursel. Het staat bekend als spookkasteel. Volgens website 'The Ghosthunter' zou elke nieuwe eigenaar zijn weggevlucht uit het kasteel. Er zouden drie zelfmoorden zijn gebeurd, twee kinderen vermist en nooit teruggevonden en een inbreker zou dood zijn teruggevonden op de trap. In september 2015 is besloten om het kasteel openbaar te verkopen. Het werd verkocht aan Herman Govaert.
In maart 2024 maakte schrijver Liz Luyben een aflevering over de moord van markiezin Louise de Chasteleer in 1889: Moord in kasteel Moulbaix